# Obrona Narodu Polskiego
Obrona Narodu Polskiego (ONP) – partia polityczna zarejestrowana 15 czerwca 2005 w Warszawie, do października 2006 działająca pod nazwą Samoobrona Narodu Polskiego. Pomysłodawcą powołania tego ugrupowania był śląski radny wojewódzki kadencji 2002–2006, mecenas Tadeusz Mazanek, dawniej działacz Samoobrony RP oraz przewodniczący struktur tej partii w Katowicach.
Wśród założycieli partii znaleźli się także m.in. Antoni Waleczek, Józef Pankiewicz, Czesław Kiernozek i Stefan Besz. Ugrupowanie miało do 2006 trzech radnych wojewódzkich. Byli nimi Tadeusz Mazanek i Antoni Waleczek w sejmiku śląskim oraz Stefan Besz w sejmiku opolskim.
Partia miała oblicze narodowe, katolickie, konserwatywne i eurosceptyczne. Opowiadała się za wyjściem Polski z Unii Europejskiej i NATO. Współpracowała ze skrajnie nacjonalistycznymi politykami i ugrupowaniami, m.in. Polską Wspólnotą Narodową Bolesława Tejkowskiego.
Animatorzy przedsięwzięcia nie ukrywali, że nazwa partii ma na celu odebranie głosów ugrupowaniu Andrzeja Leppera i stworzenie Samoobrony, która wróci w swojej ideologii do korzeni.
W wyborach parlamentarnych w 2005 członek SNP Mirosław Chandrała wystartował do Sejmu w okręgu łódzkim z listy Ogólnopolskiej Koalicji Obywatelskiej, uzyskując 38 głosów. W wyborach prezydenckich w 2005 partia poparła Jana Pyszkę, prezesa Organizacji Narodu Polskiego – Ligi Polskiej.
W październiku 2006 Samoobrona Narodu Polskiego zmieniła nazwę na „Obrona Narodu Polskiego” i pod tą nazwą startowała w wyborach samorządowych w tym samym roku, nie uzyskując żadnego mandatu. Do sejmików województw wystawiła listy we wszystkich okręgach w śląskim oraz w prawie wszystkich w opolskim i pomorskim.
W wyborach parlamentarnych w 2007 partia wystawiła kandydata do Senatu w okręgu wyborczym Bielsko-Biała. Był nim Antoni Waleczek, który uzyskał 12 908 głosów i zajął ostatnie miejsce spośród 7 kandydatów.
W wyborach samorządowych w 2014 szef partii Tadeusz Mazanek był kandydatem komitetu Oburzeni do sejmiku śląskiego (zanotował on niewielkie poparcie; z list komitetu startowały także m.in. osoby związane z KPN-Niezłomnymi), a w wyborach w 2018 otwierał w wyborach do sejmiku listę Stronnictwa Pracy do rady Katowic (komitet SP uzyskał 0,3% głosów).
ONP nie złożyła sprawozdania finansowego za 2019 rok (także za 2020 i 2021), co zobligowało sąd do wykreślenia jej z ewidencji. Sąd wyrejestrował partię 6 lutego 2023.